# Idaea demandata
Idaea demandata är en fjärilsart som beskrevs av Fabricius. Idaea demandata ingår i släktet Idaea och familjen mätare. Inga underarter finns listade i Catalogue of Life.